# Andrzej Armiński
Andrzej Armiński (ur. 1956) – polski konstruktor jachtowy, żeglarz, podróżnik.

## Życiorys
Uprawiał żeglarstwo w Akademickim Klubie Morskim w Gdańsku. W 1979 ukończył studia w Instytucie Okrętowym Politechniki Gdańskiej, otrzymując dyplom magistra inżyniera budowy okrętów. Był zatrudniony m.in. w Biurze Projektowo-Konstrukcyjnym Stoczni Szczecińskiej, Instytucie Okrętowym Politechniki Szczecińskiej, współpracował także z Morską Stocznią Jachtową im. Leonida Teligi. W latach 80. XX w. zaprojektował wspólnie z Ryszardem Partyckim jachty wielokadłubowe ALMATUR 2 (35 stóp, trimaran) oraz ALMATUR 3 (45 stóp, katamaran) dla Wojciecha Kaliskiego oraz wspólnie z Jerzym Rozmiarkiem jacht (13,5 m) na rejs dookoła Antarktydy dla Rudolfa „Rudy” Krautschneidera jacht nazwany Polarka. We Włoszech wspólnie z Kazimierzem „Kubą” Jaworskim i Jerzym Siudym projektował jacht IOR MAXI (80 stóp) na regaty Whitbread Round The World Race.
Startował również w regatach Mistrzostw Świata IOR klasy minitoner na Jeziorze Bodeńskim w 1981 oraz w Sardynia Cup 1982. W 1983 pływał jako nawigator na jachcie CETUS (13,35 m). Patent kapitański uzyskał w 1985 roku. W latach 1992–93 na jachcie  własnej konstrukcji MANTRZE 2 (9,75 m) odbył roczny rejs z Europy do USA. W latach 1996–98 odbył rejs dookoła świata na zaprojektowanym przez siebie jachcie MANTRA 3 (12,7 m) za co otrzymał nagrodę Rejs Roku 1998 i Srebrny Sekstant. Obecnie prowadzi w Szczecinie stocznię jachtową (od 1998 r.), która buduje między innymi jachty MANTRA.
Wraz z Aleksandrem Dobą zaprojektował i zbudował dla niego kajak, którym to Aleksander Doba 26 października 2010 wyruszył z Dakaru (Senegal) w kierunku Fortalezy (Brazylia) do miejscowości Acaraú w Brazylii. Po 99 dniach (2 lutego 2011) rejs zakończył się powodzeniem.
Również na jachcie jego konstrukcji, o nazwie Mantra Ania, Marta Sziłajtis-Obiegło opłynęła samotnie świat.